# كأس العالم 1994

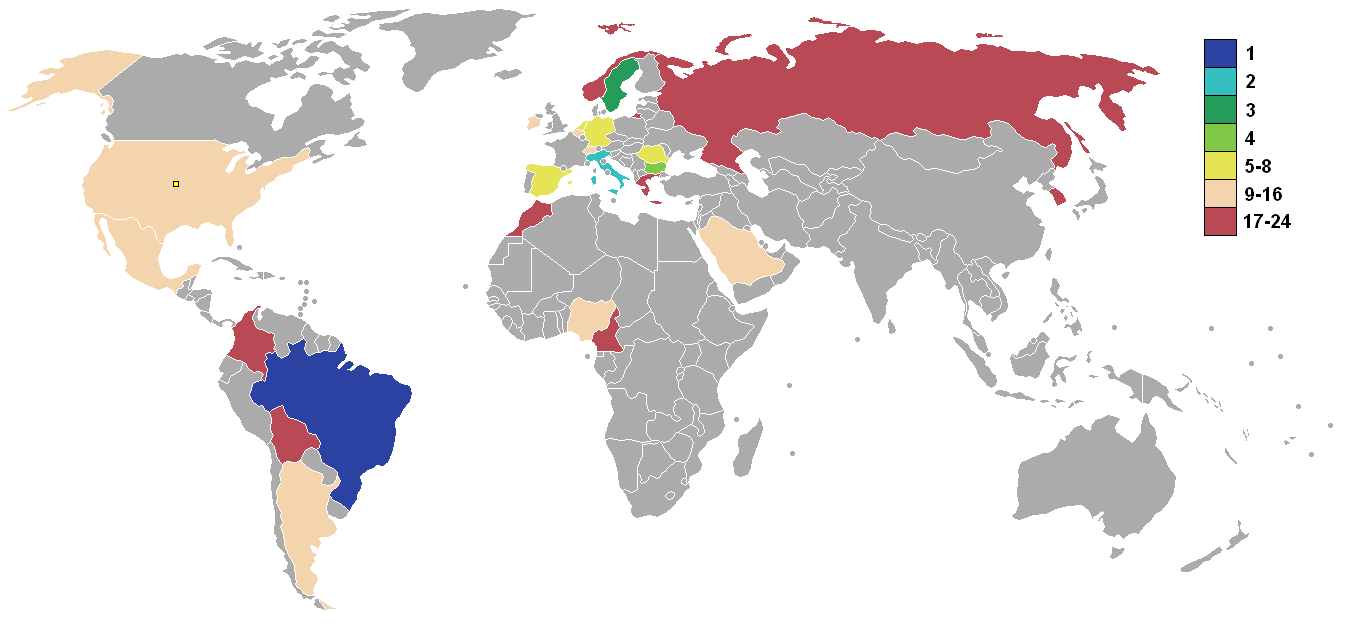
الفرق المتأهلة.

أقيمت بطولة كأس العالم لكرة القدم 1994 هي البطولة الخامسة عشر من بطولات كأس العالم لكرة القدم و التي أقيمت في الولايات المتحدة الأمريكية، فتم الإعلان عن البلد المستضيف في 4 يوليو 1988 بمدينة زيورخ السويسرية، حيث استطاعت الولايات المتحدة الأمريكية الفوز بشرف التنظيم، على حساب كل من المغرب والبرازيل وتشيلي. تأهل منتخب السعودية للمرة الأولى في تاريخه لمنافسات كأس العالم، و استطاع أن يقدم مستوى مشرف تأهل خلاله للدور الستة عشر، لكنه خرج بعدما خسر من منتخب السويد بنتيجة 3-1، ليصبح بذلك المنتخب السعودي ثاني منتخب عربي يتأهل للدور الستة عشر، في تاريخ المشاركات العربية في منافسات كأس العالم.
شهدت البطولة العديد من التغييرات فبعد بطولة كأس العالم لكرة القدم 1990 و التي اعتبرها الكثير من أكثر البطولات مللاً بسبب انخفاض معدل إحراز الأهداف بشكل ملحوظ، حيث بلغ 2.21 و هو الأقل منذ بداية بطولة كأس العالم لكرة القدم. علاوة على ذلك كثرة استخدام البطاقات الحمراء، قام الاتحاد الدولي لكرة القدم بمنح الفائز 3 نقاط عضواً عن نقطتين، كما تم تغير قانون إعادة الكرة إلى حارس المرمى وذلك بمنع قيام الحارس بالإمساك بالكرة في حال تم إرجاعها من زميله في الفريق، وتم تطبيق تلك التغييرات بدءًا من كأس العالم لكرة القدم 1994.
أيضاً، شهدت البطولة مشاركة 24 منتخباً للمرة الأخيرة قبل أن يتم تغييره ليصبح 32 منتخباً بداية من كأس العالم لكرة القدم 1998، و مع هذا تم تسجيل رقم قياسي في عدد الجماهير التي حضرت المنافسات والتي بلغت 3.6 مليون متفرج. علاوة على ذلك، تم تسجيل رقم قياسي جديد في معدل الحضور للمباراة الواحدة والذي بلغ ما يقارب 69 ألفاً لكل لقاء، محطماً بذلك الرقم السابق والذي بلغ 51 ألفاً في كأس العالم لكرة القدم 1966. شهدت هذه البطولة عودة منتخب النرويج لكرة القدم لأول مرة منذ عام كأس العالم لكرة القدم 1938، بعد غياب دام 56 سنة.
أقيم نهائي كأس العالم لكرة القدم 1994 بتاريخ 17 يوليو 1994، على ملعب ملعب روس بول في باسادينا بولاية كاليفورنيا و الذي شهد حضور أكثر من 94.194 متفرج، وجمعت بين المنتخبين الكبيرين، المنتخب البرازيلي والمنتخب الإيطالي، في لقاء مكرر لنهائي كأس العالم لكرة القدم 1970 الشهير. شهد لقاء تحديد أكثر المنتخبات فوزاً بلقب كأس العالم آنذاك، حيث أن كلا الفريقين يمتلك في جعبته 3 ألقاب. استطاع منتخب البرازيل الفوز باللقب بعدما تغلب على منتخب إيطاليا بالركلات الترجيحية بنتيجة 3 - 2، بعدما انتهى وقت المباراة الأصلي بالتعادل السلبي، وكذلك الوقت الإضافي؛ حيث انتهت المباراة بعد إضاعة روبيرتو باجيو ركلة ترجيح. و بهذا أصبحت البرازيل أكثر المنتخبات فوزاً بلقب كأس العالم لواقع 4 مرات.

## الملاعب
جرت مباريات المونديال في تسع مدن أمريكية في ملاعب ذات سعة أكثر من 53 ألف متفرج. معظم الملاعب كانت تستغل من قبل فرق كرة القدم الأمريكية سواء أكانت محترفة أو طلابية. أكثر الملاعب استعمالا كان ملعب روس بول في مدينة باسادينا، كاليفورنيا، أين جرت 9 مباريات. أما أقلها استعمالا فكان ملعب بونتياك سيلفردوم، أول ملعب مغطى بالكامل في نهائيات كأس العالم، وقد احتضن مباراة واحدة.
| باسادينا، كاليفورنيا (لوس أنجلوس، ولاية كاليفورنيا) | بونتياك (ميشيغان) (ديترويت، ولاية ميشيغان ) | ستانفرد، كاليفورنيا (سان فرانسيسكو، ولاية كاليفورنيا ) | شرق راذرفورد (نيويورك، ولاية نيويورك ) |
| --------------------------------------------------- | --- | --- | --- |
| ملعب روس بول                                        | ملعب سيلفردوم | ملعب جامعة ستانفورد | ملعب جاينتس |
|                                                     | | | |
| السعة: 91,794                                       | السعة: 77,557 | السعة: 80,906 | السعة: 75,338 |
|                                                     | | | |
| أورلاندو                                            | باسادينا، كاليفورنيا بونتياك (ميشيغان) ستانفرد، كاليفورنيا شرق راذرفورد أورلاندو (فلوريدا) شيكاغو دالاس، تكساس فوكسبوروه واشنطن العاصمةكأس العالم 1994 (USA) | باسادينا، كاليفورنيا بونتياك (ميشيغان) ستانفرد، كاليفورنيا شرق راذرفورد أورلاندو (فلوريدا) شيكاغو دالاس، تكساس فوكسبوروه واشنطن العاصمةكأس العالم 1994 (USA) | باسادينا، كاليفورنيا بونتياك (ميشيغان) ستانفرد، كاليفورنيا شرق راذرفورد أورلاندو (فلوريدا) شيكاغو دالاس، تكساس فوكسبوروه واشنطن العاصمةكأس العالم 1994 (USA) |
| ملعب فلوريدا سيتريوس باول                           | باسادينا، كاليفورنيا بونتياك (ميشيغان) ستانفرد، كاليفورنيا شرق راذرفورد أورلاندو (فلوريدا) شيكاغو دالاس، تكساس فوكسبوروه واشنطن العاصمةكأس العالم 1994 (USA) | باسادينا، كاليفورنيا بونتياك (ميشيغان) ستانفرد، كاليفورنيا شرق راذرفورد أورلاندو (فلوريدا) شيكاغو دالاس، تكساس فوكسبوروه واشنطن العاصمةكأس العالم 1994 (USA) | باسادينا، كاليفورنيا بونتياك (ميشيغان) ستانفرد، كاليفورنيا شرق راذرفورد أورلاندو (فلوريدا) شيكاغو دالاس، تكساس فوكسبوروه واشنطن العاصمةكأس العالم 1994 (USA) |
|                                                     | باسادينا، كاليفورنيا بونتياك (ميشيغان) ستانفرد، كاليفورنيا شرق راذرفورد أورلاندو (فلوريدا) شيكاغو دالاس، تكساس فوكسبوروه واشنطن العاصمةكأس العالم 1994 (USA) | باسادينا، كاليفورنيا بونتياك (ميشيغان) ستانفرد، كاليفورنيا شرق راذرفورد أورلاندو (فلوريدا) شيكاغو دالاس، تكساس فوكسبوروه واشنطن العاصمةكأس العالم 1994 (USA) | باسادينا، كاليفورنيا بونتياك (ميشيغان) ستانفرد، كاليفورنيا شرق راذرفورد أورلاندو (فلوريدا) شيكاغو دالاس، تكساس فوكسبوروه واشنطن العاصمةكأس العالم 1994 (USA) |
| السعة: 61,219                                       | باسادينا، كاليفورنيا بونتياك (ميشيغان) ستانفرد، كاليفورنيا شرق راذرفورد أورلاندو (فلوريدا) شيكاغو دالاس، تكساس فوكسبوروه واشنطن العاصمةكأس العالم 1994 (USA) | باسادينا، كاليفورنيا بونتياك (ميشيغان) ستانفرد، كاليفورنيا شرق راذرفورد أورلاندو (فلوريدا) شيكاغو دالاس، تكساس فوكسبوروه واشنطن العاصمةكأس العالم 1994 (USA) | باسادينا، كاليفورنيا بونتياك (ميشيغان) ستانفرد، كاليفورنيا شرق راذرفورد أورلاندو (فلوريدا) شيكاغو دالاس، تكساس فوكسبوروه واشنطن العاصمةكأس العالم 1994 (USA) |
|                                                     | باسادينا، كاليفورنيا بونتياك (ميشيغان) ستانفرد، كاليفورنيا شرق راذرفورد أورلاندو (فلوريدا) شيكاغو دالاس، تكساس فوكسبوروه واشنطن العاصمةكأس العالم 1994 (USA) | باسادينا، كاليفورنيا بونتياك (ميشيغان) ستانفرد، كاليفورنيا شرق راذرفورد أورلاندو (فلوريدا) شيكاغو دالاس، تكساس فوكسبوروه واشنطن العاصمةكأس العالم 1994 (USA) | باسادينا، كاليفورنيا بونتياك (ميشيغان) ستانفرد، كاليفورنيا شرق راذرفورد أورلاندو (فلوريدا) شيكاغو دالاس، تكساس فوكسبوروه واشنطن العاصمةكأس العالم 1994 (USA) |
| شيكاغو، إلينوي                                      | دالاس، تكساس، تكساس | فوكسبوروه (بوسطن، ولاية ماساتشوستس ) | واشنطن العاصمة |
| ملعب سولدر فيلد                                     | ملعب القطن | ملعب فوكسبورو | ملعب روبرت كينيدي التذكاري |
|                                                     | | | |
| السعة: 63,117                                       | السعة: 63,998 | السعة: 53,644 | السعة: 53,142 |
|                                                     | | | |

## تقسيم المنتخبات على المجموعات
| مجموعة A الولايات المتحدة سويسرا كولومبيا رومانيا | مجموعة B البرازيل روسيا الكاميرون السويد | مجموعة C ألمانيا بوليفيا إسبانيا كوريا الجنوبية | مجموعة D الأرجنتين اليونان نيجيريا بلغاريا | مجموعة E إيطاليا جمهورية أيرلندا النرويج المكسيك | مجموعة F بلجيكا المغرب هولندا السعودية |

في كل مجموعة، يلعب كل منتخب ثلاث مباريات. وبنهاية الكل المباريات، يتأهل المنتخب الأول والثاني بعد الترتيب إلى دور الـ16. كما يتأهل أحسن أربع منتخبات من المجموعات الست إلى الدور نفسه. وهو التشكيل الأخير، بعد دورتي 1986 و1990. حيث سيرتفع عدد المنتخبات المشاركة في دورة 1998 إلى 32 منتخبًا.

## دور المجموعات

### المجموعة الأولى
| الترتيب | الترتيب          | الترتيب | الترتيب | الترتيب | الترتيب | الترتيب | الترتيب | الترتيب | الترتيب |
| ------- | ---------------- | ------- | ------- | ------- | ------- | ------- | ------- | ------- | ------- |
|         | الفريق           | النقاط  | ل       | ر       | ع       | خ       | له      | عليه    | فرق     |
| 1       | رومانيا          | 6       | 3       | 2       | 0       | 1       | 5       | 5       | 0       |
| 2       | سويسرا           | 4       | 3       | 1       | 1       | 1       | 5       | 4       | 1       |
| 3       | الولايات المتحدة | 4       | 3       | 1       | 1       | 1       | 3       | 3       | 0       |
| 4       | كولومبيا         | 3       | 3       | 1       | 0       | 2       | 4       | 5       | -1      |

| 3  | 18 يونيو 1994 | الولايات المتحدة | 1–1 | سويسرا   |
| 5  | 18 يونيو 1994 | كولومبيا         | 1–3 | رومانيا  |
| 14 | 22 يونيو 1994 | رومانيا          | 1–4 | سويسرا   |
| 15 | 22 يونيو 1994 | الولايات المتحدة | 2–1 | كولومبيا |
| 25 | 26 يونيو 1994 | الولايات المتحدة | 0–1 | رومانيا  |
| 26 | 26 يونيو 1994 | سويسرا           | 0–2 | كولومبيا |

### المجموعة الثانية
| الترتيب | الترتيب   | الترتيب | الترتيب | الترتيب | الترتيب | الترتيب | الترتيب | الترتيب | الترتيب |
| ------- | --------- | ------- | ------- | ------- | ------- | ------- | ------- | ------- | ------- |
|         | الفريق    | النقاط  | ل       | ر       | ع       | خ       | له      | عليه    | فرق     |
| 1       | البرازيل  | 7       | 3       | 2       | 1       | 0       | 6       | 1       | 5       |
| 2       | السويد    | 5       | 3       | 1       | 2       | 0       | 6       | 4       | 2       |
| 3       | روسيا     | 3       | 3       | 1       | 0       | 2       | 7       | 6       | 1       |
| 4       | الكاميرون | 1       | 3       | 0       | 1       | 2       | 3       | 11      | -8      |

| 8  | 19 يونيو 1994 | الكاميرون | 2–2 | السويد    |
| 9  | 20 يونيو 1994 | البرازيل  | 2–0 | روسيا     |
| 19 | 24 يونيو 1994 | البرازيل  | 3–0 | الكاميرون |
| 20 | 24 يونيو 1994 | السويد    | 3–1 | روسيا     |
| 31 | 28 يونيو 1994 | روسيا     | 6–1 | الكاميرون |
| 32 | 28 يونيو 1994 | البرازيل  | 1–1 | السويد    |

### المجموعة الثالثة
| الترتيب | الترتيب        | الترتيب | الترتيب | الترتيب | الترتيب | الترتيب | الترتيب | الترتيب | الترتيب |
| ------- | -------------- | ------- | ------- | ------- | ------- | ------- | ------- | ------- | ------- |
|         | الفريق         | النقاط  | ل       | ر       | ع       | خ       | له      | عليه    | فرق     |
| 1       | ألمانيا        | 7       | 3       | 2       | 1       | 0       | 5       | 3       | 2       |
| 2       | إسبانيا        | 5       | 3       | 1       | 2       | 0       | 6       | 4       | 2       |
| 3       | كوريا الجنوبية | 2       | 3       | 0       | 2       | 1       | 4       | 5       | -1      |
| 4       | بوليفيا        | 1       | 3       | 0       | 1       | 2       | 1       | 4       | -3      |

| 1  | 17 يونيو 1994 | ألمانيا        | 1–0 | بوليفيا        |
| 2  | 17 يونيو 1994 | إسبانيا        | 2–2 | كوريا الجنوبية |
| 12 | 21 يونيو 1994 | ألمانيا        | 1–1 | إسبانيا        |
| 17 | 23 يونيو 1994 | كوريا الجنوبية | 0–0 | بوليفيا        |
| 27 | 27 يونيو 1994 | بوليفيا        | 1–3 | إسبانيا        |
| 28 | 27 يونيو 1994 | ألمانيا        | 3–2 | كوريا الجنوبية |

### المجموعة الرابعة
| الترتيب | الترتيب   | الترتيب | الترتيب | الترتيب | الترتيب | الترتيب | الترتيب | الترتيب | الترتيب |
| ------- | --------- | ------- | ------- | ------- | ------- | ------- | ------- | ------- | ------- |
|         | الفريق    | النقاط  | ل       | ر       | ع       | خ       | له      | عليه    | فرق     |
| 1       | نيجيريا   | 6       | 3       | 2       | 0       | 1       | 6       | 2       | 4       |
| 2       | الأرجنتين | 6       | 3       | 2       | 0       | 1       | 6       | 3       | 3       |
| 3       | بلغاريا   | 6       | 3       | 2       | 0       | 1       | 6       | 3       | 3       |
| 4       | اليونان   | 0       | 3       | 0       | 0       | 3       | 0       | 10      | -10     |

| 11 | 21 يونيو 1994 | الأرجنتين | 4–0 | اليونان |
| 13 | 21 يونيو 1994 | نيجيريا   | 3–0 | بلغاريا |
| 23 | 25 يونيو 1994 | الأرجنتين | 2–1 | نيجيريا |
| 24 | 26 يونيو 1994 | بلغاريا   | 4–0 | اليونان |
| 35 | 30 يونيو 1994 | اليونان   | 0–2 | نيجيريا |
| 36 | 30 يونيو 1994 | الأرجنتين | 0–2 | بلغاريا |

### المجموعة الخامسة
| الترتيب | الترتيب         | الترتيب | الترتيب | الترتيب | الترتيب | الترتيب | الترتيب | الترتيب | الترتيب |
| ------- | --------------- | ------- | ------- | ------- | ------- | ------- | ------- | ------- | ------- |
|         | الفريق          | النقاط  | ل       | ر       | ع       | خ       | له      | عليه    | فرق     |
| 1       | المكسيك         | 4       | 3       | 1       | 1       | 1       | 3       | 3       | 0       |
| 2       | جمهورية أيرلندا | 4       | 3       | 1       | 1       | 1       | 2       | 2       | 0       |
| 3       | إيطاليا         | 4       | 3       | 1       | 1       | 1       | 2       | 2       | 0       |
| 4       | النرويج         | 4       | 3       | 1       | 1       | 1       | 1       | 1       | 0       |

| 4  | 18 يونيو 1994 | إيطاليا         | 0–1 | جمهورية أيرلندا |
| 7  | 19 يونيو 1994 | النرويج         | 1–0 | المكسيك         |
| 16 | 23 يونيو 1994 | إيطاليا         | 1–0 | النرويج         |
| 18 | 24 يونيو 1994 | المكسيك         | 2–1 | جمهورية أيرلندا |
| 29 | 28 يونيو 1994 | جمهورية أيرلندا | 0–0 | النرويج         |
| 30 | 28 يونيو 1994 | إيطاليا         | 1–1 | المكسيك         |

### المجموعة السادسة
| الترتيب | الترتيب  | الترتيب | الترتيب | الترتيب | الترتيب | الترتيب | الترتيب | الترتيب | الترتيب |
| ------- | -------- | ------- | ------- | ------- | ------- | ------- | ------- | ------- | ------- |
|         | الفريق   | النقاط  | ل       | ر       | ع       | خ       | له      | عليه    | فرق     |
| 1       | السعودية | 6       | 3       | 2       | 0       | 1       | 4       | 3       | 1       |
| 2       | هولندا   | 6       | 3       | 2       | 0       | 1       | 4       | 3       | 1       |
| 3       | بلجيكا   | 6       | 3       | 2       | 0       | 1       | 2       | 1       | 1       |
| 4       | المغرب   | 0       | 3       | 0       | 0       | 3       | 2       | 5       | -3      |

| 6  | 19 يونيو 1994 | بلجيكا   | 1–0 | المغرب   |
| 10 | 20 يونيو 1994 | هولندا   | 2–1 | السعودية |
| 21 | 25 يونيو 1994 | بلجيكا   | 1–0 | هولندا   |
| 22 | 25 يونيو 1994 | السعودية | 2–1 | المغرب   |
| 33 | 29 يونيو 1994 | المغرب   | 1–2 | هولندا   |
| 34 | 29 يونيو 1994 | بلجيكا   | 0–1 | السعودية |